# Bollito misto
Bollito misto é uma especialidade do Piemonte, no norte de Itália e significa «cozido misto». Trata-se assim, essencialmente, de carnes cozidas em peça, que só são cortadas no momento de servir. Devem estar presentes na sua confecção carnes de vaca, vitela, língua e galinha. São possíveis complementos ou enchidos e a carne de porco. Os acompanhamentos (quentes ou frios) podem variar. No entanto, não pode faltar o molho de ervas frio.